# José Kozer
José Kozer  (La Habana, 28 de marzo de 1940) es un poeta prolífico y traductor cubano radicado en los Estados Unidos desde 1960. 

## Biografía
De padres judíos de Europa Central —él polaco, ella checa—, José Kozer creció en Cuba, donde alcanzó a estudiar un año en la Universidad de La Habana, pero después de la revolución emigró a Estados Unidos. Hizo una maestría y un doctorado en literatura luso-brasileña y fue codirector de la revista Enlace de Nueva York (1984-1985).
Clasificado dentro de la estética neobarroca —fue uno de los editores de Medusario: Muestra de la poesía latinoamericana, Fondo de Cultura Económica, México, 1996—, ha publicado un centenar de libros, la gran mayoría de poesía, aunque entre ellos hay también de prosa. 
Durante tres décadas fue profesor de literatura hispana en el Queens College de Nueva York (1967-1997); después vivió dos años en España y luego regresó a Estados Unidos; reside con su segunda esposa —española— Guadalupe en Hallandale, Florida. Asimismo, fue profesor de la Escuela Española de Middlebury College, en Vermont.
En 2013 obtuvo el Premio Iberoamericano de Poesía Pablo Neruda. Al argumentar el fallo del jurado internacional, Roberto Ampuero, escritor y ministro de Cultura de Chile, señaló: "Su vasta y distintiva obra destaca por su capacidad innovadora, su pasión y fidelidad a la tarea poética (...). En sus libros se mezclan las voces de sus desaparecidos y las de los habitantes de la casa. A veces, la Cuba presente, a veces los ancestros judíos. Es un mundo deshilachado que ha perdido su arraigo. Es el lenguaje del exilio y sus vivencias entrañables".
Ha traducido del inglés al castellano a autores japoneses y de lengua inglesa; sus poemas han sido vertidos también a otros idiomas.
Kozer ha dicho sobre sí mismo: "He sido toda mi vida un marginal, y no uso esa palabra gratuitamente. Por mi poesía y mi situación de cubano exiliado, por no tener el apoyo de un gobierno ni de una universidad, y ser demasiado transparente y demasiado bocón, he hecho una vida muy solitaria".

## Camino a la escritura
Cuenta Kozer que la pasión por la lectura nació a los 10 años, cuando le regalaron Robinson Crusoe. Desde entonces dice no haber parado y haberse convertido en un devorador de libros. Comenzó a escribir en la infancia, a los 13-14 años, cuando, en un "cuarto maravilloso" donde había unos muebles de caoba que ha mitificado en muchos poemas se refugiaba a la hora de la siesta. "Yo era un muchacho joven lleno de vida, pero me obligan a dormir siesta y cuando a un muchacho de 13 o 14 años lo obligan a la soledad se imagina cosas. Me di cuenta que se podía registrar lo que imaginaba y comencé a escribir", una novela, recuerda. Cuando llevaba poco más de 30 páginas escritas, a sus manos cayó La isla de los pingüinos, de Anatole France, y al leerla se dio cuenta de que era el libro que estaba escribiendo. "La frustración fue total: nunca más pude escribir novela", ha comentado. Pero al mismo tiempo descubrió que existía la poesía: "Probé y me encandiló".
Empezó a publicar relativamente tarde para un poeta: su primer libro apareció en 1972, cuando ya tenía más de 30 años. Kozer lo explica por el hecho de haber emigrado joven y haber perdido la lengua. 
"A la salida de Cuba con 20 años de edad se me abortó el idioma, perdí el idioma, perdí la poesía y estuve 10 años sin escribir nada; toda aquello estaba como embotado 
y hubo un punto en que a través de ese alcoholismo galopante en mi vida, hacia los 28 años, regresó el castellano, y todo eso volvió a salir, y recuerdo que en mis borracheras en la calle 4 en el centro de Nueva York: escribía 10, 12 poemas seguidos, uno detrás del otro".
En realidad, volvió primero a la escritura a través de la prosa, como había comenzado en su adolescencia. Al explicar cómo empezó a llevar sus diarios, dice en otra entrevista: "Estando en Nueva York, en una desolación fuerte —poco dinero, alcoholismo, mi primera mujer estaba en un manicomio, estaba criando una niña de dos años, una situación muy difícil—, y habiendo perdido el idioma bastante, empecé a escribir diarios, que no eran diarios, eran apuntes, a ver si ese idioma volvía. Esto me empezó a servir, porque es prosa, para liberar el idioma que estaba encasquetado ahí adentro. Ya me gustó el asunto, y como soy grafómono, empecé a registrar mis días, pero el registro de mis días está en todos mis poemas [...]
Desde entonces se ha mostrado sumamente prolífico. Como confesó en una ocasión: “Si cuento el poema que hice esta mañana y que corregiré mañana por la mañana, según acostumbro, el cómputo asciende, hoy 25 de mayo de 2007, a 6 mil 786 poemas. ¿Qué decir? aunque me gusta el número ascendente, sé que no es cuestión de números, en todo caso la condena procede de la letra y no del número, y al respecto... desde hace tiempo, tal vez décadas, no me identifico para nada con el concepto de la página en blanco, por demás tan cacareado, sino con el de la página en lleno”.
Sobre el que lo clasifiquen entre los neobarrocos, ha dicho: “No soy teórico. Entre los poetas hispanoamericanos asociados con la corriente neobarroca que conozco los hay muy competentes: [Roberto] Echavarren, Kamenszáin, [Eduardo] Espina, el tristemente fallecido Perlongher, Eduardo Milán. Pienso que han dicho y tienen mucho qué decir sobre el barroco clásico y el neobarroco, incluso si tal cosa existe, y qué poetas pueden quedar adscritos auténticamentre a la nómina... Como cualquier poeta que se precie, quiero y no quiero pertenecer al neobarroco, quiero ser uno entre pares y a la vez no quedar reducido a una nómina, a una escuela, a un modo unívoco de percibir la poesía”.

## Premios y reconocimientos
- Premio Bienal Julio Tovar de Poesía 1974 (Ayuntamiento de Santa Cruz de Tenerife)
- Beca Cintas
- Beca Gulbenkian
- Premio Iberoamericano de Poesía Pablo Neruda 2013
- Montgomery Fellow, Dartmouth College, 2017

## Obras
1972 – Padres y otras profesiones. Nueva York: Editorial Villa Miseria,
	33 págs. (1)
1973 – Por la libre. Nueva York: Editorial Bayú-Menoráh, 104 págs. (2)
1975 – Este judío de números y letras. Tenerife, Canarias: Editorial
	Católica, Ediciones Nuestro Arte, 43 págs. (3)
1978 – Y así tomaron posesión en las ciudades. 1ª ed., Barcelona:
	Ámbito Literario, 113 págs. (4)
1979 -  Y así tomaron posesión en las ciudades. 2ª ed., México DF: Editorial de la UNAM, 113 págs. (5)
1980 – Jarrón de las abreviaturas. México DF: Editorial Premiá, SA,
	56 págs. (6)
2003 – Jarrón de las abreviaturas. Tirada de 25 ejemplares con grabado de
	Baruj Salinas en edición corregida y ampliada que cuenta con 10 ejemplares 
	adicionales numerados y marcados H.C. Miami (Florida):Ediciones Catalejo,
	páginas sin numerar. (7)
1980 – La rueca de los semblantes. León (España): Editorial Instituto
	Fray Bernardino de Sahagún (Col. Provincia), 70 págs. (8)
1981 – Antología Breve. Santo Domingo (Rep. Dominicana): Editorial Luna
	Cabeza Caliente, 59 págs. (9)
1983 – Bajo este cien. México DF: Editorial Fondo de Cultura Económica
	(Col. Tierra Firme), 140 págs. (10)
1985 – La garza sin sombras. Barcelona: Ediciones Llibres del Mall
	( Serie Ibérica), 160 págs. (11)
2006 -  La garza sin sombras., 2ª edición.  Buenos Aires: bajo la luna, 179 págs.  (12)
1987 – El carillón de los muertos. Buenos Aires: Ediciones Último
	Reino, 75 págs. (13)
2006 – El carillón de los muertos. 1ª edición mexicana. Xalapa, Veracruz: 
	Editorial Universidad Veracruzana, 87 págs. (14)
1988 – Carece de causa. Buenos Aires: Ediciones Último Reino, 156 págs. (15)
2004 – Carece de causa, 2ª edición. Buenos Aires: Tse-Tsé, 171 págs. (16)
1990 – De donde oscilan los seres en sus proporciones. Tenerife
	(Canarias): H.A. Editor, 84 págs. (17)
2007 -  De donde oscilan los seres en sus proporciones. 2º edición. Santiago de Chile: Ediciones del Temple, Colección Amarcord, 78 págs. (18)
1995 – Et mutabile. Xalapa, Veracruz: Editorial Graffiti, 65 págs. (19)
1995 – Los paréntesis. Selección y prólogo de Roberto Echavarren. México DF:
	Editorial El Tucán de Virginia, 69 págs. (20)
1997 – AAA1144. Prólogo de Jacobo Sefamí. México DF: Editorial Verdehalago –
	UAM Azcapotzalco, 55 págs. (21)
1997 – Réplicas. Selección y prólogo de Víctor Fowler. Matanzas, Cuba: Ediciones 
	Vigía – Colección del Estero, 45 págs. (22)
1998 -  La maquinaria ilimitada. México DF: Editorial Sin Nombre (Juan 
Pablos, editor), 60 págs. (23)
1998 – Dípticos. Madrid: Bartleby Editores, 61 págs. Prólogo de Orestes Hurtado. 
	(24)
1999 – Farándula. México DF: Editorial Ditoria, 49 págs. (25)
1999 – Al traste. México DF: Trilce Ediciones (Colección Tristán Lecoq), 100 págs. (26)
1999 – Mezcla para dos tiempos. México DF: Editorial Aldus (Colección La Torre Inclinada), 273 págs. (Prosa). (27)
2001 – Rupestres. Curitiba, Paraná, Brasil: Editorial Tigre do Espelho. Selección y traducción de Claudio Daniel y Luiz Roberto Guedes (edición bilingüe) 49 págs. (28)
2001 – No buscan reflejarse. La Habana, Cuba: Editorial Letras Cubanas, 206 
	págs. Antología poética, prólogo y selección de Jorge Luis Arcos. (29)
2002 – Bajo este cien y otros poemas. Barcelona: El Bardo Editorial, 276 
	págs. (30)
2002 – Rosa Cúbica. Buenos Aires: Editorial Tse Tsé, 30 págs. Prólogo de 
	Reynaldo Jiménez. (31)
2002 – La voracidad grafómana: José Kozer. Edición de Jacobo Sefamí. 
	México DF: Facultad de Filosofía y Letras de la UNAM. Colección Paideia.,
	447, págs. (32)
2002 – Ánima. México DF, México: Fondo de Cultura Económica, 161 págs. (33)
2002 -  Madame Chu & Outros poemas. Curitiba, Paraná, Brasil: Editorial 
Faxinal do Céu. Selección y traducción de Claudio Daniel y Luiz
Roberto Guedes (edición bilingüe) 61 págs. (34)
2002 – Un caso llamado FK. México DF, México: Ediciones Sin Nombre, 37 
	 págs. (35)
2002 – Un caso llamado FK. Epílogo de Antonio José Ponte. Miami, FL.: 
	Editorial Strumento (tirada de 250 ejemplares) 30 págs. (36)
2003 – Una huella destartalada. Diarios. México DF, México: Editorial 
	Aldus (Colección Libros en el Buró) 251 págs. (Prosa). (37)
2005 – Ogi no mato. México DF, México: Editorial Universidad Autónoma de la 
	Ciudad de México (UACM) 100 págs. (38)
2005 -  Y del esparto la invariabilidad. Madrid, España: Editorial Visor,
	  234 págs. (39)
2006 -  Íbis Amarelo sobre fundo negro. Curitiba, Brasil: Travessa dos Editores, Organización y selección de Claudio Daniel, traducciones de Claudio Daniel, Luis Roberto Guedes y Virna Teixeira (edición bilingüe) 168 págs. (40) 
2006 – Stet (Selected Poems). New York: Junction Press. A bilingual edition, translations by Mark Weiss, 219 pages. (41)
2006 – Trasvasando. Caracas, Venezuela: Monte Ávila Editores, 218 págs. (42)
2007 – De donde son los poemas. México DF, México: Libros del Umbral, 43 págs. (43)
2007 – Práctica. México DF, México: Ediciones Sin Nombre. 104 págs. (44)
2007 – Mueca la muerte. Santiago de Chile: Editorial Norma, Colección Siete VidaS, 149 págs. (45)
2007 – Ocambo. Santiago de Chile: Editorial Animita Cartonera, 23 págs. (46)
2007 – 22 Poemas. México DF, México: Editorial Ditoria (edición especial de 250 ejemplares, 150 firmados por el autor) sin paginar. (47)
2007 – En Feldafing Las Cornejas. México DF, México: Editorial Aldus, 140 págs. (48)
2007 – Trazas (Spuren). Zürich, Suiza: Teamart Verlag: edición bilingüe español/alemán, traducción y presentación de Susanne Lange con epílogo de Edgardo Dobry, 158 págs. (49)
2007 -  Semovientes. La Habana, Cuba: Editorial Torre de Letras: prólogo de Gerardo Fernández Fe, 163 págs. (50)
2008 – JJJJ160. Monterrey, México. Editorial Universidad Autónoma de Nuevo León (UANL). Colección Palabra en poesía, prólogo y entrevista de Minerva Margarita Villarreal, 198 págs. (51)
2009 – Figurado y Literal. Arequipa, Perú. Editorial Cascahuesos: prólogo de Mauricio Medo, 124 págs. (52)
2010 -  Acta. México, DF. Editorial Aldus, 129 págs. (53)
2011 – Actividad del Azogue. Sao Paulo, Brasil. Editorial Lumme. Edición bilingüe español/portugués, diversos traductores, 189 págs. (54)
2011 – Ánima. Exeter, England. Shearsman Books. Edición bilingüe español/inglés, traducido por Peter Boyle, 261 págs. (55)
2011 – Tokonoma. Madrid, Spain. Editorial Amargord, Colección Trasatlántica, 160 págs. (56)
2011 -  Tombeau. México, DF. Editorial Literal, Colección Pico de Gallo, 71 págs. (57)
2013 -  Satori. Guayaquil, Ecuador. Editorial Dadaif Cartonera, 31 págs. (58)
2013 -  Índole. Matanzas, Cuba. Ediciones Matanzas. 160 págs. (59)
2013 -  De Rerum Natura (Poemas de José Kozer, Diseños de Francisco dos Santos, Traducción al portugués de Contador Borges). Sao Paulo. Lumme Editor. (Edición en español y portugués). 193 págs. (60)
2013 – Autorretrato en tránsito. Ciudad de Guatemala. Catafixia Editorial. Prólogo de Eugenio Marrón. 98 págs. (61)
2013 – Acta este fabula. México DF. Fondo de Cultura Económica. 364 págs. (62)
2013 – Despliegues, en Kozer + Carrión. Guayaquil, Ecuador. Fondo de Animal Editores, Colección Abraxas. Despliegues, págs. 9-50. Libro, 90 págs. (63)
2013 – Naïf. Madrid, España. El sastre de Apollinaire Editorial. 117 págs. (64)
2013 – BBBBB160. La Habana, Cuba. Editorial Letras Cubanas y Editorial Torre de Letras. 196 págs. (65)
2014 -  Partículas en expansión. Antología, seleccionada y prologada por Arturo Fontaine. Premio Iberoamericano de Poesía Pablo Neruda 2013. Santiago, Chile. Consejo Nacional de la Cultura y las Artes, Publicaciones Cultura. 181 págs. (66)
2014 – Para que no imagines. Madrid, España. Editorial Amargord, Colección Trasatlántica. Prólogo de Andrés Fisher. 346 págs. (67)
2014 – Lindes. Antología poética, prólogo y compilación de Pablo de Cuba y Soria. Santiago, Chile. LOM Ediciones. Colección Entremares. 301 págs. (68)
2014 – Tokonoma. Bristol, Inglaterra. Shearsman Books, bilingual edition. Translated to English by Peter Boyle. 241 pages (69)
2014 – Tokonoma. Bristol, Inglaterra. Shearsman Books, English only edition. Translated by Peter Boyle. 132 pages (70)
2014 – Una huella destartalada. Nueva edición, aumentada. México DF. Bonilla Artigas Editores. Colección Las semanas del jardín, dirigida por Adolfo Castañón. 257 páginas.  (71)
2014 – Indicios. Poemas escogidos, prólogo de José Kozer. Madrid, España,  Editorial Verbum. 384 páginas (72)
2014 – La pulsión del lenguaje: Diálogos y poemas de José Kozer. Compilación de Enrique Mallén, dibujos de Francisco dos Santos. Sao Paulo, Brasil. Lumme Editor. 573 páginas (73)
2015 – Suite Guadalupe. Edición bilingüe, 7 poemas, 7 traductores diferentes.  Prólogo del autor, Epílogo de Reynaldo Jiménez. Obra pictórica de Baruj Salinas, Brasil. Lumme Editor. 83 páginas (74)
2015 – Un día feliz. Santiago de Chile Das Kapital Ediciones. 124 páginas (75)
2015 – Un asterisco Polonia. Guayaquil, Ecuador. El Quirófano Ediciones. 96 páginas (76)
2015 – Principio de realidad. Leiden, Bokeh press. 118 páginas (77)
2015 – Bajo este cien. Leiden, Bokeh press, 274 páginas (78)
2015 – Nulla Dies Sine Linea. Sao Paulo, Brasil. Lumme editor Edición completa 1966-2015 con DVD. 1037 páginas (79)
2016 – Parlamentos del nonagenario. Isla de San Borondón, España. Ediciones Liliputienses. 152 páginas (80)
2016 – Un asterisco Polonia. Buenos Aires. Audisea editores. 133 páginas (81)
2016 – Pareja Inmortal. Paraguay. Editorial Yiyi Jambo Cartonera. 49 págs. (82)
2016 – Three friends carrusel. Taos, New Mexico, Editorial Rancho Press. 96 págs. Interview by Paul Nelson, translations by Amalio Madueño. (83) 
2016 – Oído interno. Madrid, Spain, Hypermedia Ediciones. 185 págs. (84)
2016 – Todo comienzo lugar. Poemas de José Kozer y Silvia Guerra. Richmond, Va., Editorial Casa Vacía. 144 págs. (85)
2016 – JK, 75 años. San Juan, Puerto Rico.Editorial Trabalis. 120 págs. (86)
2016 – Ave Atque Vale. Manzanillo, Cuba. Ediciones Orto, Colección Anazca. Selección y prólogo de Michel Mendoza Viel. 239 págs. (87)
2017 – Cartas de Hallandale. Querétaro, México. Rialta Ediciones, Colección Belvedere. Selección y prólogo de Michel Mendoza, 206 págs. (88)
2017 -  De un solo (doble) dominio. Querétaro, México. Fondo Editorial Universidad Autónoma de Querétaro. Colección Libro Mayor. 88 págs.  (89)
2017 – Anagami. Editorial Zompopos. New Hampshire, Usa. 83 págs. (90)
2018 – Of such a nature / Índole. Tuscaloosa, Alabama. The University of Alabama Press, Traducción de Peter Boyle, 203 págs. (91)
2018 – Ejes, Matanzas, Cuba. Editorial Vigía Colección del Estero. Prólogo de Michel Mendoza Viel. Diseño de Marialva Ríos. 150 páginas (92)
2018 – Imago Mundi I, Editorial TRIFALDI, Colección de Poesía Ay del seis, Madrid. 145 páginas (95)
2019 - Imago Mundi III. Editorial an alfa beta, Juárez, NL, 44 págs. (96)
2019 - Imago Mundi II. Editorial El Perro Alado. MÉXICO DF. 43 PÁGS (97)
2019 - De un solo dominio. Universidad de los Andes. Bogotá, prólogo de Michel Mendoza. 375 PÁGS. (98)
2019 - Ryunosuke Akutagawa, Quince cuentos. Versión al castellano, prólogo y notas de José Kozer. Rialta Ediciones. Querétaro, México. 182 págs. 
2019 - Imago Mundi. Fundación Jorge Guillén, Valladolid, Colección Cortalaire. 188 PÁGS. (99)
2022 - Imago Mundi IV. Cinosargo Ediciones, Chile, 2022.

## Opiniones de contemporáneos
- Edgardo Dobry: «Frente a la tendencia a considerar barroco a todo lo que prolifera como vanidad de la palabra o compulsión ante el vacío, el arte de José Kozer da categoría estética al concepto de densidad: un discurso continuo, un diagrama completo del flujo de una voz y de todos sus matices.».
- Roger Santiváñez: «Si para Nestor Perlongher el neobarroco es “una poética del éxtasis, éxtasis en la fiesta jubilosa de la lengua en su fosforesencia incandescente”, podremos comprender que estos 3 grandes poetas Kozer, Espina y Jimenez operan una fisura en el dominio de la razón moderna, que agujerea –en su pletórica ironía- con todo talento y eximia cachita la conciencia –que nosotros tenemos- de la movilidad eterna y de la infinita plenitud del CAOS que es nuestra época de tránsito».[7]